# Arsenio Linares y Pombo
Arsenio Linares y Pombo   (València, 22 d'octubre de 1848 - Madrid, 7 d'agost de 1914) va ser un militar i funcionari del govern espanyol.
Nascut a València, va obtenir el grau de tinent el 1868 i va participar en operacions contra les rebel·lions a Cuba, i en les guerres carlistes (a Monte Muru, Laguardia i el Setge de Pamplona de 1875) a l'Espanya peninsular. Va ocupar càrrecs a l'Argentina, Madrid i Melilla, i més tard va tornar a Cuba.

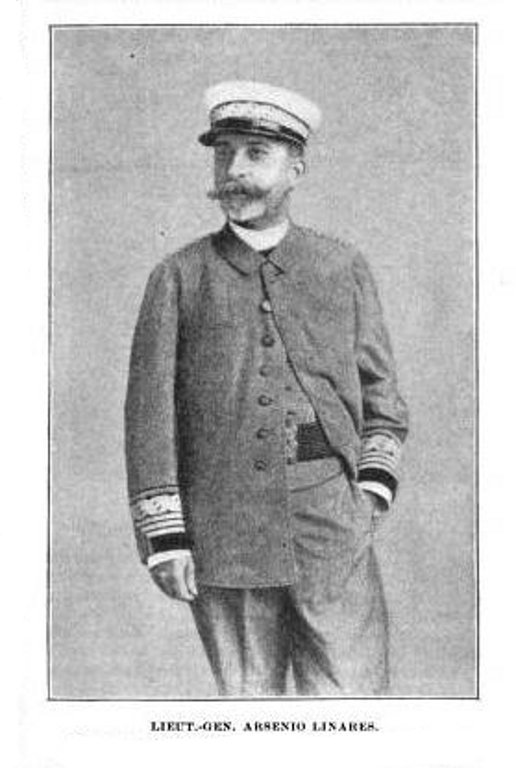
Arsenio Linares.

Va organitzar la defensa de Santiago de Cuba durant la batalla al turó de San Juan. Linares va fracassar en l'intent de reforçar aquesta posició, en mantenir a prop de deu mil soldats de reserva espanyols a la ciutat de Santiago. Les trinxeres espanyoles del cim del pujol, crucials per a la defensa de la ciutat, havien estat mal situades i feien difícils fins i tot els trets de fusell a curta distància contra els avanços dels nord-americans.
Va ser nomenat ministre de la Guerra el 1900 pel Primer Ministre Francisco Silvela y de Le Villeuze, i va ocupar aquest lloc durant els governs posteriors. El 1900 va ser nomenat senador vitalici. De 1906 a març de 1909 fou Capità General de Catalunya; va deixar el càrrec quan fou nomenat novament Ministre de Guerra.
A final de juny de 1909 va ordenar al nou Capità General de Catalunya de llevar la Tercera Brigada Mixta, que havia de marxar cap a Melilla, i de mobilitzar reservistes catalans. Aquesta decisió, juntament amb la vaga general convocada per la UGT i la Solidaritat Obrera va derivar en la Setmana Tràgica de Barcelona. L'octubre de 1909 va dimitir amb tot el govern d'Antoni Maura. Va morir a Madrid el 1914.